# Rémi Paul
Pour les articles homonymes, voir Paul.
Rémi Paul, né le 10 juin 1921 à Louiseville et mort le 20 décembre 1982 à Québec, est un avocat et un homme politique québécois.

## Biographie

### Expérience politique fédérale
Candidat progressiste-conservateur défait en 1957, il est élu dans la circonscription fédérale de Berthier—Maskinongé—de Lanaudière en 1962 et 1963. Il siégea comme député indépendant en 1965.

### Expérience politique provinciale
Élu unioniste dans Maskinongé en 1966, il est réélu en 1970 pour être défait en 1973. Pendant son mandat, il est président de l'Assemblée législative du Québec, secrétaire de la province et ministre de la justice.